# Nez-Percé-Krieg

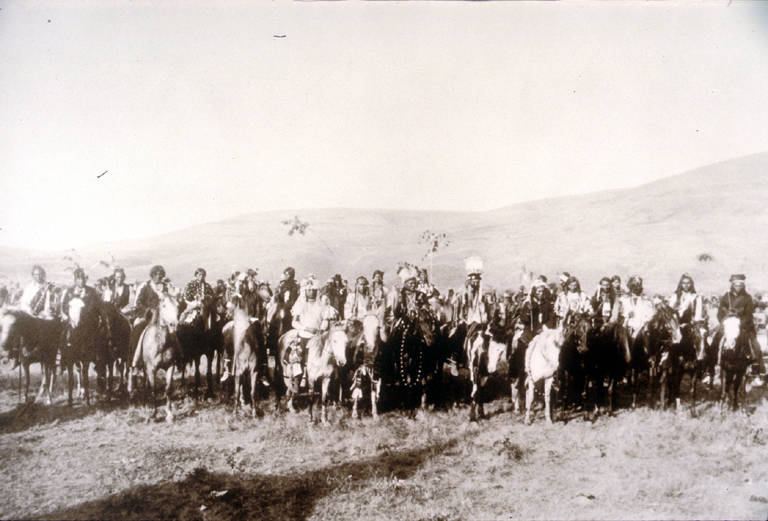
Nez-Percé-Indianer aus der Gruppe von Häuptling Joseph im Frühling 1877, Fotografie aus der Collection Roy Berk

Der Krieg gegen die Nez Percé (Nez Perce War, gelegentlich auch Nimipu War) im Jahr 1877 war ein Feldzug der Armee der Vereinigten Staaten gegen eine Gruppe von Indianern des Stammes der Nez Percé. Die Indianer, angeführt von Chief Joseph (Hin-mah-too-yah-lat-keht) und anderen Häuptlingen, weigerten sich, in das ihnen zugewiesene Reservat zu ziehen und flohen stattdessen aus der Gegend der Lapwai-Reservation in Idaho nach Montana und in Richtung Kanada. Vom 17. Juni bis 5. Oktober legten sie rund 2000 Kilometer zurück und konnten den sie verfolgenden Einheiten der amerikanischen Armee unter General Oliver Otis Howard mehrere Niederlagen zufügen, wurden aber schließlich wenige Kilometer vor der kanadischen Grenze gestoppt und zur Aufgabe gezwungen.

## Hintergrund

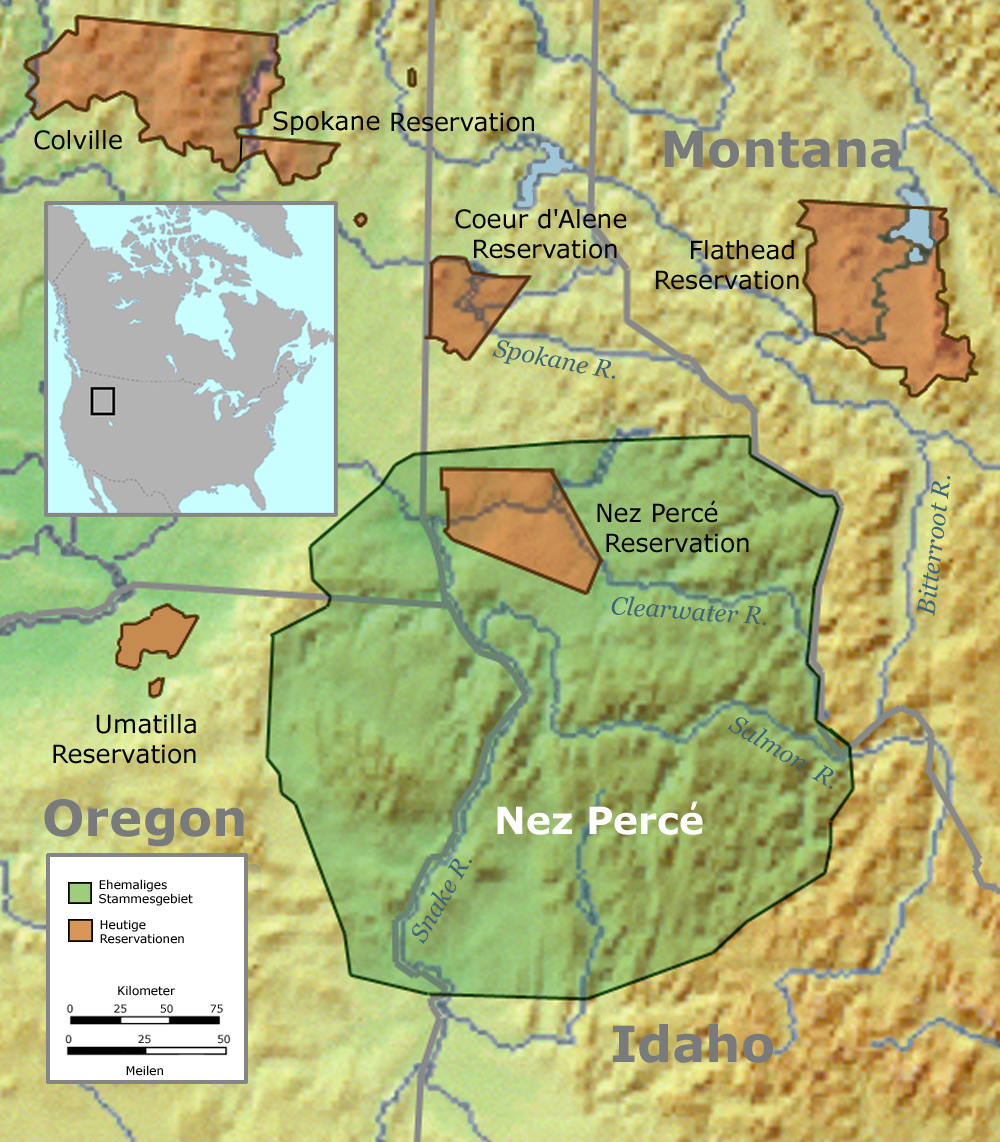
Das traditionelle Stammesgebiet der Nez Percé (grün)

Das Stammesgebiet der Nez Percé lag in der Umgebung der Flüsse Clearwater und Snake in den heutigen Bundesstaaten Oregon, Idaho und Washington. Sie waren im Zuge der Expedition von Lewis und Clark 1805 erstmals mit Weißen in Berührung gekommen. Mitte der 1830er Jahre begannen christliche Missionare ihre Tätigkeit im Stammesgebiet der Nez Percé. Besonders der Presbyterianer Henry H. Spalding engagierte sich sehr und übersetzte auch Gesänge und Gebete in die Sprache der Indianer. Allerdings wurden nicht alle Nez Percé zu Christen; die zunehmende Einwanderung weißer Siedler über den Oregon Trail führte auch zu Widerstand, insbesondere bei benachbarten Stämmen. 1847 verübten die Cayuse und Umatilla das Whitman-Massaker und in der Folge wurden Missionsstationen geschlossen. Erst mehr als 20 Jahre später wurde wieder verstärkt missioniert. Zwar blieben die Nez Percé den Weißen gegenüber weiter friedlich, unter den nicht zum Christentum konvertierten Stammesmitgliedern entstand aber der ihnen gegenüber skeptische Dreamer-Kult. Mehrere einflussreiche Häuptlinge der Nez Percé wie Lawyer und der als Old Joseph bekannte Tu-eka-kas, Vater von Chief Joseph, blieben dem Christentum allerdings treu und den Weißen gegenüber offen. 1855 wurde zwischen den Nez Percé und anderen Stämmen der Gegend auf der einen Seite und den Vereinigten Staaten auf der anderen Seite ein Vertrag abgeschlossen, der den Nez Percé das Recht auf eine fast 13.000 Quadratkilometer große Reservation in ihrem traditionellen Stammesgebiet in Oregon und Idaho einräumte. Zu den Unterzeichnenden gehörten unter anderem Old Joseph und der als Looking Glass bekannte Allalimya Takanin. Gegen Geld- und Warenlieferung gaben die Nez Percé ihren Anspruch auf weiter östlich, Richtung Bitterroot-Gebirge, und weiter südlich gelegene Gebiete auf. Nach Abschluss des Vertrages kam es zu Kriegen zwischen den Vereinigten Staaten und anderen Stämmen wie den Yakima, doch die Nez Percé mischten sich nicht ein und unterstützten teilweise sogar die Vereinigten Staaten mit Freiwilligen.

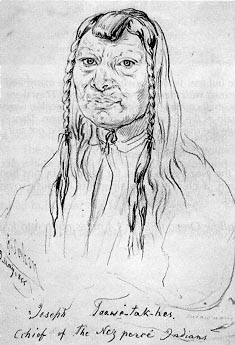
Old Joseph bzw. Tu-eka-kas (ca. 1785–1871),
Zeichnung von 1855

Zu größeren Auseinandersetzungen kam es erst im Jahr 1863, als die Vereinigten Staaten den Indianern einen Vertrag vorlegten, der das ihnen einige Jahre zuvor garantierte Reservat auf rund 10 Prozent der ursprünglichen Fläche reduziert hätte. Diese Reduzierung dürfte deshalb erfolgt sein, weil sich in ihrem Gebiet Gold fand. Im Mai und Juni 1863 kam es in Lapwai zu langwierigen Verhandlungen zwischen den Nez Percé, von denen zeitweise 3000 anwesend waren, und Calvin Hale, dem leitenden Beamten für Indianerfragen im Washington-Territorium. Unterstützt wurde Hale bei den Verhandlungen von den beiden Indianeragenten Samuel D. Howe und Charles Hutchins, von mehreren Einheiten des Heeres unter Oberst Justus Steinberger sowie von Henry Spalding und Perrin Whitman als Übersetzer. Der Vertrag führte zur Spaltung der Nez Percé: eine Mehrheit der Häuptlinge war von dem Gebietsverlust nicht direkt betroffen und stimmte dem Verkauf für 265.000 Dollar zu, ein anderer Teil verweigerte die Unterschrift. Zu den Häuptlingen, die den Vertrag nicht unterzeichneten, gehörte auch Old Joseph. Anführer der Gruppe der Unterzeichnenden, und im Vertrag eher willkürlich als Head Chief Nez Perces Nation ausgewiesen, war Häuptling Lawyer. Die Vereinigten Staaten sahen den Vertrag auf Grund der Unterschriften der Häuptlingsgruppe um Lawyer als für den ganzen Stamm bindend an.
Die Gruppe derer, die den Vertrag nicht unterzeichneten, bewohnte den südlichen (unteren) Teil des Stammesgebietes und wurde deswegen Lower Nez Percé genannt. Die Lower Nez Percé weigerten sich auch in den darauf folgenden Jahren ihre Heimat, das Wallowa-Tal in Oregon, zu verlassen.

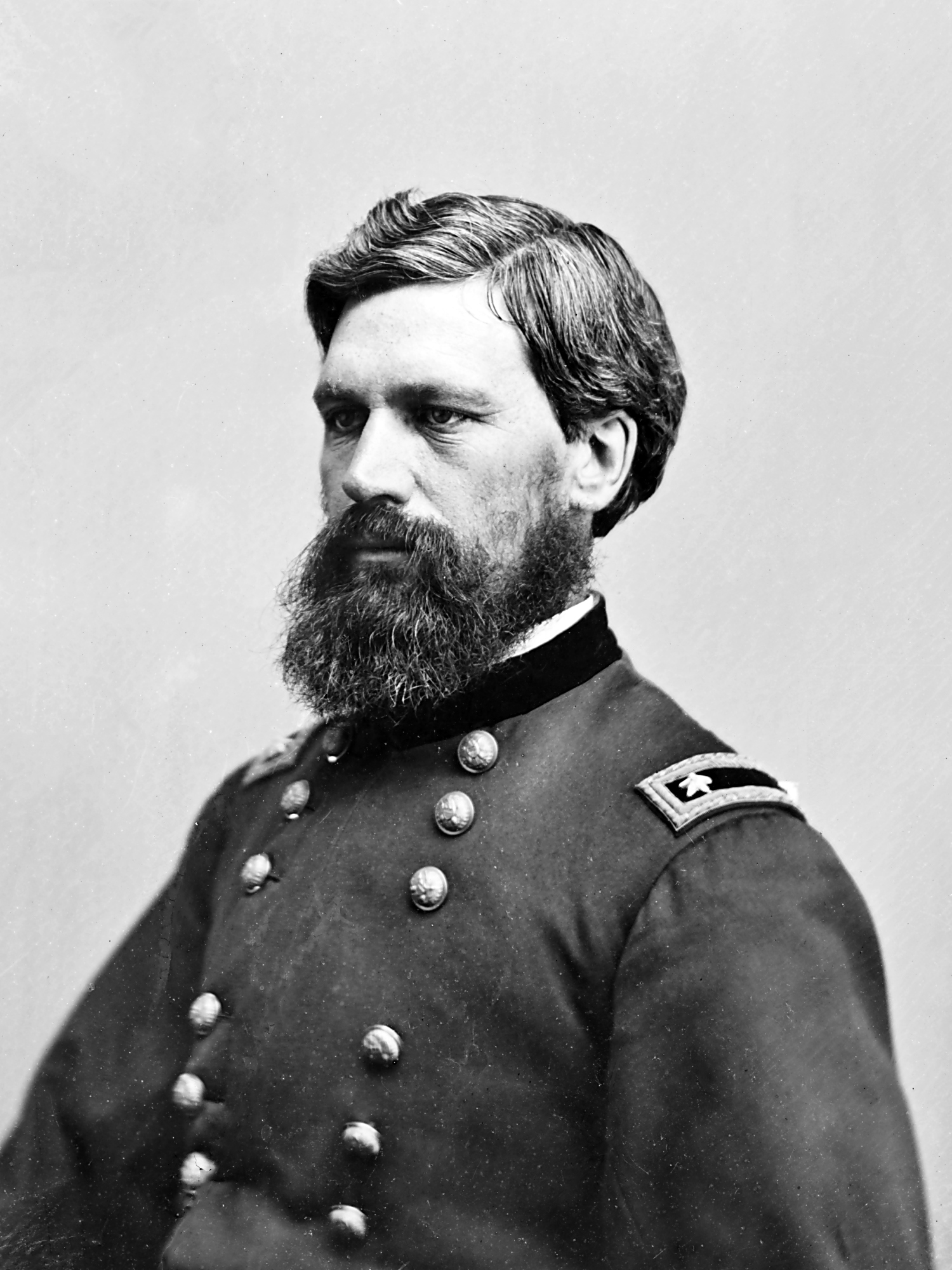
Oliver Otis Howard,
Fotografie von Mathew Brady, ca. 1865

Die Vereinigten Staaten beauftragten daraufhin 1877 General Oliver Otis Howard, die Indianer wenn nötig mit Gewalt in das ihnen zugewiesene Lapwai-Reservat zu bringen. Howard, ein Veteran des Sezessionskrieges, der 1872 mit den Apachen unter Cochise zu einem Friedensschluss gekommen war, war zu diesem Zeitpunkt Befehlshaber des Wehrbereichs (Department) „Columbia“, der die Bundesstaaten Washington, Oregon, Alaska und Teile von Idaho umfasste. Er war stark von christlichen Motiven getrieben, die jedoch seine Vorgesetzten keineswegs teilten. Sie hielten ihn sogar dazu an, das Soldatische von dem „Philanthropischen“ getrennt zu halten. Die Indianer ihrerseits lehnten vielfach die christlichen Vorstellungen ab, selbst dann, wenn sie formal getauft waren. Sie waren noch stark in ihrer eigenen Religion verankert. Dennoch entwickelten einige der Häuptlinge ein gewisses Vertrauensverhältnis in die Verlässlichkeit seines Wortes.
Die Indianer, noch unentschieden wie sie darauf reagieren sollten, schlugen am Rande des Reservats ihr Lager auf. Ihre Anführer, unter anderem die Häuptlinge Joseph, White Bird und Toohoolhoolzote, diskutierten, ob sie sich fügen und in das Reservat gehen, oder ob sie um ihre Freiheit kämpfen sollten.
Unterdessen führte eine Gruppe junger Indianer, deren Anführer bei Streitereien mit Siedlern seinen Vater verloren hatte, einen persönlichen Rachefeldzug, in dessen Verlauf mehrere weiße Siedler ums Leben kamen. Damit war das erste Blut geflossen und die meisten Häuptlinge der Nez Percé waren nun überzeugt, dass nach dieser Tat ein Krieg mit den Weißen nicht mehr zu vermeiden sei. Aus diesem Grund gaben sie ihr Lager auf und zogen sich nach Süden an den White Bird Creek zurück.
Das Gebiet der Nez Percé lag aus Sicht des amerikanischen Heeres in der Zuständigkeit des Wehrbereichs Columbia (Department of the Columbia) unter dem Befehl von General Howard. Howards direkter Vorgesetzter war General Irvin McDowell als Befehlshaber der Military Division of the Pacific. Weitere beteiligte Befehlsstellen auf Seiten der Amerikaner waren der Wehrbereich Dakota (General Terry), der der Military Division of the Missouri (General Sheridan) unterstand. Oberbefehlshaber des Heeres war seit 1869 General William T. Sherman, unter dem Howard bereits im Sezessionskrieg gedient hatte. Die Stärke der Truppen variierte. Zu Beginn des Feldzuges konnte Howard rund 350 Mann in die Schlacht am Clearwater führen. Durch Verstärkungen wuchs sein direktes Kommando in der Folgezeit auf rund 730 Mann an, weitere Truppen wurden zur Sicherung der Siedler eingesetzt. Ein weiteres Truppenkontingent unter Oberst Miles zählte rund 520 Mann.

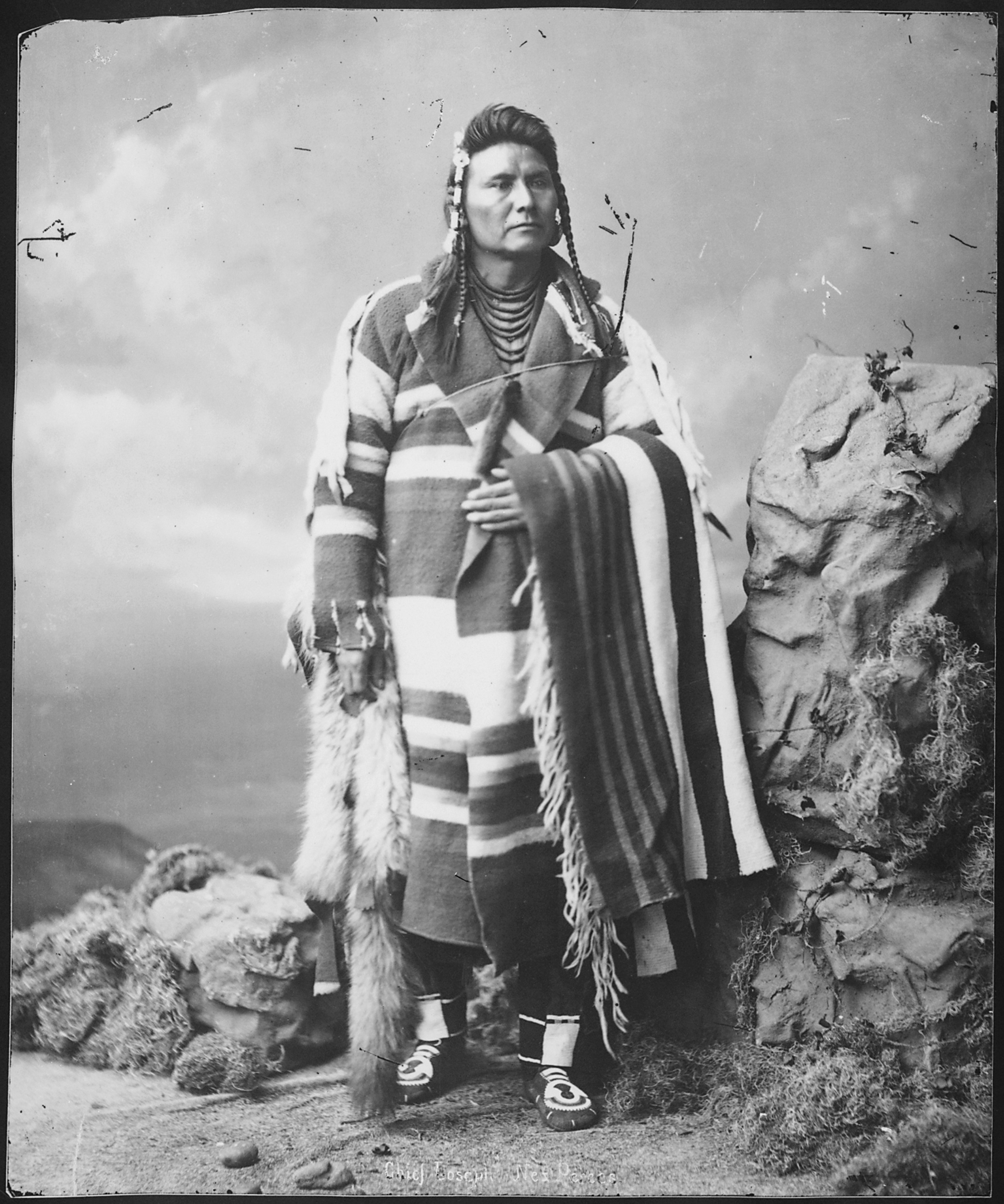
Chief Joseph (ca. 1840–1904), einer der Häuptlinge der Nez Percé, Fotografie des Bureau of American Ethnology, Smithsonian Institution

Die Nez Percé hatten nie einen eindeutigen Anführer gehabt, denn sie bestanden aus mehreren kleinen Gruppen, die jeweils ihre eigenen Häuptlinge hatten und die auch auf der Flucht eine gewisse Unabhängigkeit behielten. Wichtige Entscheidungen auf der besagten Flucht wurden deshalb oft im Rat getroffen. Die flüchtigen Nez Percé bestanden aus Josephs Wallowagruppe, der White Bird-Gruppe, Toohoolhoolzotes Gruppe aus der Gegend des Salmon und einer kleinen Gruppe Palouse, angeführt von Hahtalekin. Später stieß auch noch die in der Gegend der Clearwater-Zuflüsse beheimatete Gruppe von Looking Glass hinzu. Joseph als der wohl bekannteste Anführer der Nez Percé war einer der Gruppenhäuptlinge, sein Einfluss war aber in Friedenszeiten größer als im Krieg. Insbesondere Looking Glass nahm im Lauf des Feldzuges eine militärische Führungsposition ein. Von den Häuptlingen abgesehen waren außerdem Josephs Bruder Ollokot und die Krieger Rainbow (eigentlich Wahchumyus) und Five Wounds (Pahkatos Owyeen) wichtige militärische Anführer. Die Stärke der Krieger wurde auf 250 geschätzt, was etwa einem Viertel der Gesamtzahl der fliehenden Gruppe entsprach. Im Gegensatz zu den amerikanischen Verbänden, die auf eine tief gestaffelte Logistik zurückgreifen konnten, mussten die Nez Percé andere Wege finden, um sich zu versorgen. Da sie aufgrund ihres Handels aus Vorkriegszeiten noch über Gold und Geld verfügten, konnten sie in Montana von den Siedlern und Händlern Lebensmittel erwerben. Gegen Ende des Feldzuges überfielen sie zudem ein Lager der früher mit ihnen befreundeten, inzwischen aber auf Seite der Amerikaner stehenden Crow–Indianer, wo sie getrocknetes Büffelfleisch erbeuteten, gingen selbst auf Büffeljagd und erbeuteten Nachschubgüter für die US-Armee bei Cow Island Landing am Missouri. Bevor sie ihr Lager am Rand der Reservation aufgeschlagen hatten, hatten die Nez Percé einen Großteil ihrer Tiere gesammelt, so dass sie auf ihrem Marsch zahlreiche Pferde mit sich führten. Der Bestand war dabei so groß, dass die Nez Percé laut Joseph am Ende des Feldzuges immer noch 1100 Pferde und 100 Sättel besaßen. Die Bewaffnung war eine Mischung aus modernen und älteren Waffen: In der Schlacht im White Bird Canyon war bereits rund die Hälfte der Nez Percé mit Repetiergewehren ausgerüstet, der Rest mit einer Mischung aus Bögen, Vorderladerpistolen und Musketen. In dieser Schlacht erbeuteten die Indianer 63 Karabiner der US-Kavallerie sowie eine unbekannte Anzahl Revolver.

## Verlauf

### Vom White Bird Canyon an den Clearwater

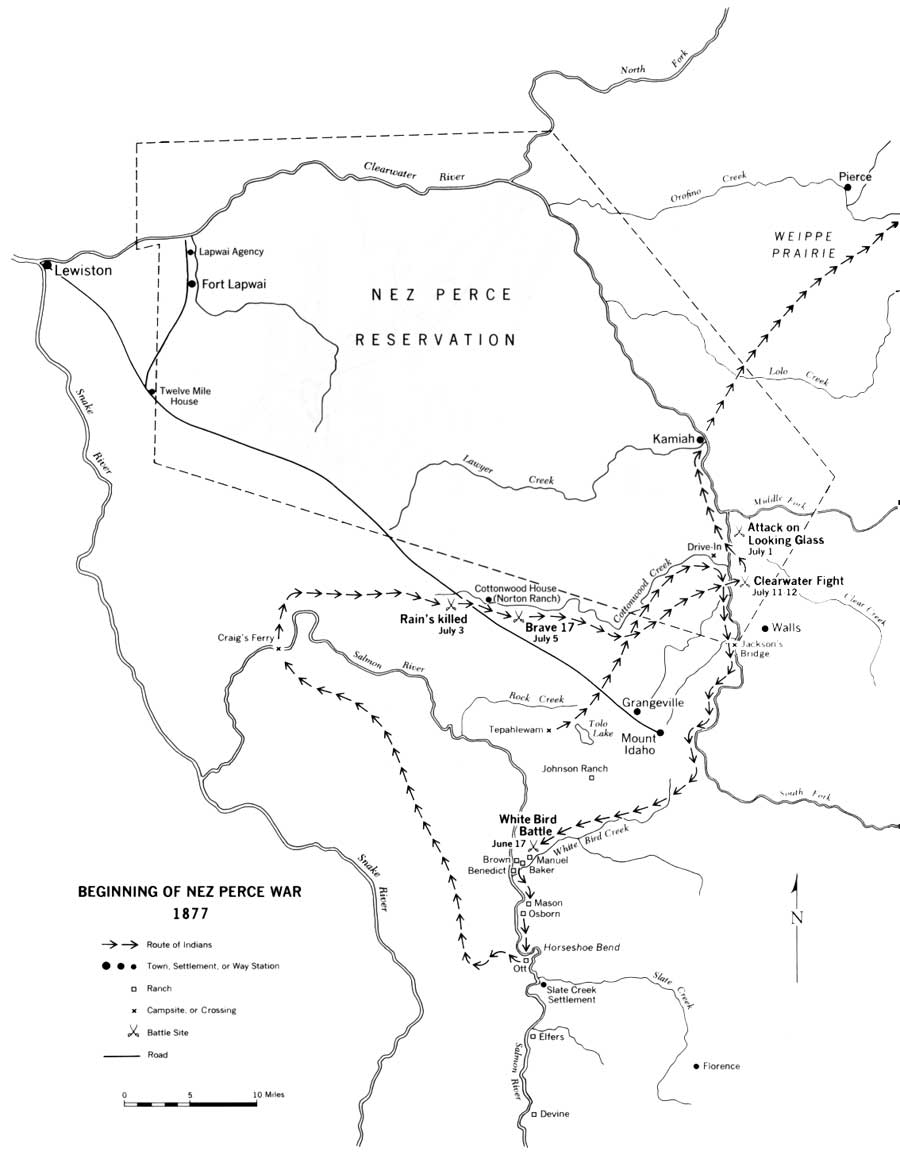
Die Anfangsphase des Feldzuges mit den Gefechten am White Bird Creek und Clearwater

In der Zwischenzeit hatte General Howard Truppen zusammengezogen. Er schickte zwei Kompanien Kavallerie unter dem jungen Hauptmann Perry voraus, um die Siedler in der Nähe des Indianerlagers am White Bird Creek zu schützen und die Indianer zu beobachten. Perry entschied jedoch, sofort gegen die Nez Percé vorzugehen.
Am 17. Juni erreichten Perrys Kavalleristen, rund 100 Mann und einige Freiwillige, das Indianerlager. Die Häuptlinge um Joseph schickten den Kavalleristen eine Gruppe Krieger mit einer weißen Flagge entgegen, die jedoch beschossen wurde. Die rund 70 Krieger der Nez Percé erwiderten daraufhin das Feuer. Als einer der Ersten fiel dabei der amerikanische Hornist, was Perry die Koordinierung seiner Truppen sehr erschwerte. Unter dem gezielten Feuer der Indianer gaben Perrys Flanken schließlich einzeln nach und die Amerikaner mussten sich zurückziehen. Die Indianer ließen nicht nach und verfolgten Perry und die Überreste seines Kommandos noch rund 30 Kilometer weit. Das erste Gefecht des Feldzuges war ein eindeutiger Sieg der Nez Percé; sie selbst hatten nur zwei Verwundete zu beklagen, während Perry 34 Mann, rund ein Drittel seines Kommandos, verloren hatte.
Nach dieser schweren Niederlage musste Howard einerseits vorsichtiger vorgehen, andererseits auf Drängen der lokalen Bevölkerung aber auch rasch aktiv werden. Am 22. Juni begann er schließlich die Verfolgung, die allerdings zweieinhalb Wochen lang fruchtlos blieb.
Eine Gruppe Nez Percé unter der Führung von Looking Glass stellte Howard vor weitere Probleme. Zwar war Looking Glass nicht in die Kämpfe am White Bird Canyon verwickelt gewesen, doch gehörte auch er zu den nichtunterzeichnenden Häuptlingen und stellte damit eine potentielle Gefahr dar. Als Howard hörte, Looking Glass' Leute hätten zwei Farmen überfallen, und ihm seine indianischen Späher berichteten, mehrere Krieger der Gruppe hätten sich bereits den Flüchtigen angeschlossen., entschloss sich Howard zu handeln. Er sandte Hauptmann Whipple mit 2 Kompanien Kavallerie aus, um Looking Glass und seine Gruppe festzunehmen. Whipples Männer, von 20 Freiwilligen verstärkt, erreichten Looking Glass' Lager am Clearwater in der Nähe der heutigen Stadt Kooskia am Morgen des 1. Juli. Es kam zu zögerlichen Verhandlungen, die jedoch durch einen von einem Freiwilligen abgefeuerten Schuss ein abruptes Ende fanden. Eine Schießerei entbrannte, und die Indianer ließen einen großen Teil ihres Besitzes zurück und flohen. Die Festsetzung der Gruppe war dadurch fehlgeschlagen und Looking Glass' Gruppe schloss sich in der Folgezeit den anderen Flüchtigen an. Die Operation hatte aus Howards Sicht also genau das Gegenteil dessen erreicht, was geplant war.
Die Verluste der Nez Percé sind nicht genau bekannt, lagen aber wohl bei drei Toten und ebenso vielen Verwundeten; eine Mutter war mit ihrem Kind ertrunken, als sie durch den Clearwater fliehen wollte.
Mit den Flüchtigen unter der Führung von Joseph und White Bird kam es zwischen dem 3. und 5. Juli bei Cottonwood zu weiteren Gefechten, in deren Zuge eine elf Mann starke Vorausabteilung der Kavallerie umzingelt und getötet wurde.
Die Häuptlinge der Nez Percé um Joseph hatten in der Zwischenzeit den Entschluss gefasst, nach Norden zu fliehen. Am Clearwater River hatten sich die Flüchtigen mit Looking Glass' Gruppe vereinigt, so dass insgesamt nun rund 700 Indianer auf der Flucht waren. Am 11. Juli kam es zum nächsten Kampf, als Howard das Indianerlager am Clearwater angriff. Der Angriff scheiterte jedoch, und die Nez Percé gingen ihrerseits zum Gegenangriff über, griffen die Amerikaner in der Flanke an und trieben sie zurück. Erst der Einsatz von Haubitzen brachte die Indianer zum Stehen und zwang sie zum Rückzug. Trotzdem leisteten die Indianer weiter hinhaltenden Widerstand und ermöglichten dadurch ihren Frauen und Kindern, das Lager größtenteils zu räumen und weiterzuziehen. Dieses zweite Aufeinandertreffen, das die Indianer 10, die Amerikaner 40 Mann gekostet hatte, wurde von den Amerikanern als ein Sieg ihres Heeres angesehen. Gerüchte, dass Howard bald abgelöst und ersetzt werden sollte, verschwanden vorerst und der Adjutant von Howards Vorgesetztem McDowell telegrafierte an diesen, dass Howards Elan nicht zu übertreffen sei. Tatsächlich war die Schlacht am Clearwater wohl eher ein Unentschieden mit Vor- und Nachteilen für beide Seiten: die Indianer hatten zwar einen Teil ihrer Habe verloren, waren aber noch immer in Freiheit. Ihre Häuptlinge beschlossen nun, ostwärts in Richtung der Great Plains zu fliehen. Dort hofften sie auf Unterstützung durch den mit ihnen befreundeten Stamm der Absarokee (im Englischen auch oft als Crow bezeichnet).

### Big Hole

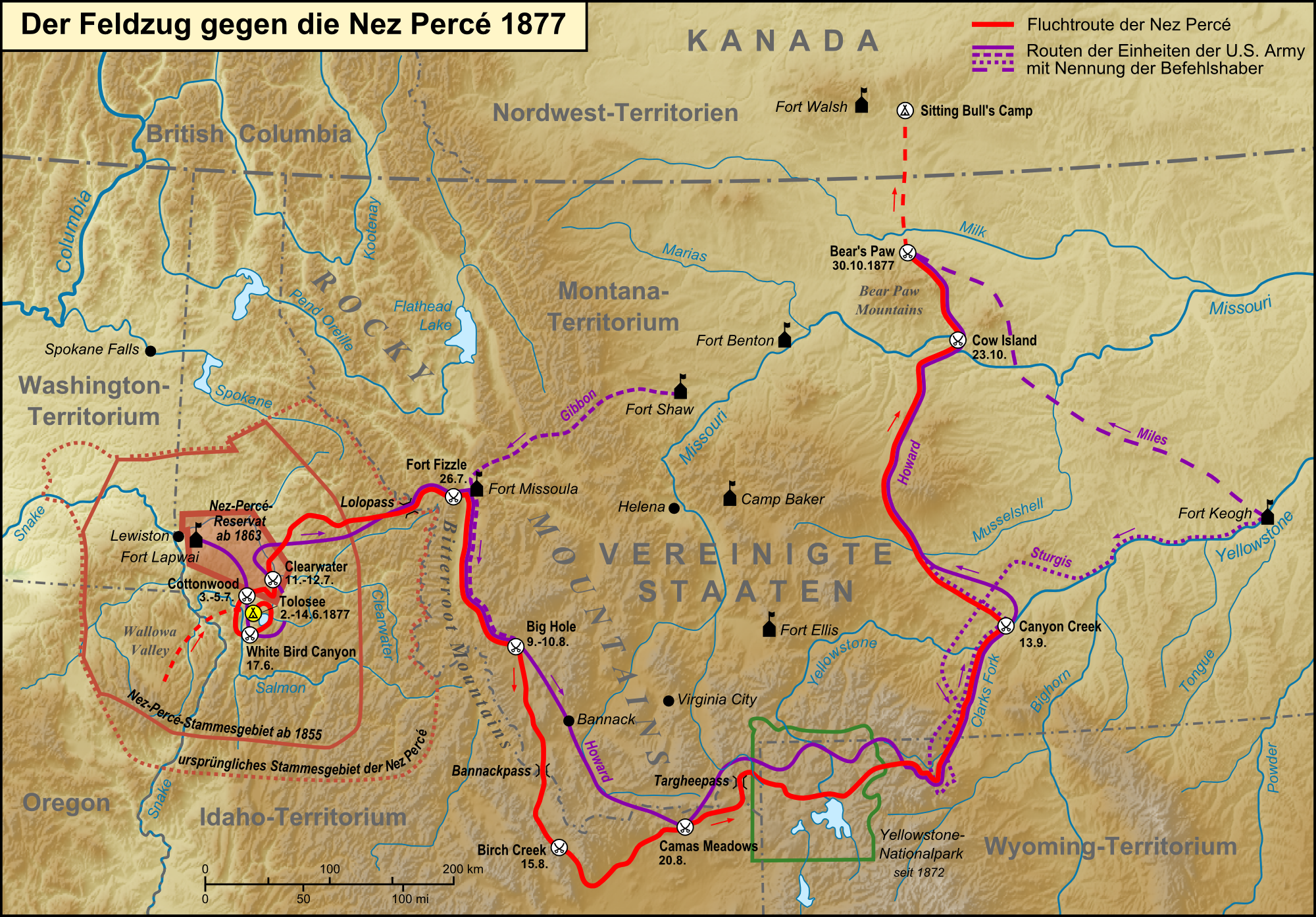
Der gesamte Fluchtweg der Nez Percé (rot)

Ihr Weg führte die Nez Percé dabei über die beschwerlichen Bitterroot Mountains, über den so genannten Lolo Trail. Einige Meilen vor Stevensville in Montana war ihre Route durch Baumstämme und amerikanische Truppen versperrt. Howard hatte Hauptmann Rawn in Fort Missoula telegrafiert, und Rawn war mit 35 Soldaten und 200 Freiwilligen an den Lolo Trail geeilt, wo er die Indianer bis zu Howards Ankunft aufhalten wollte.
Bei Gesprächen mit den Häuptlingen schlug Rawn vor, sie sollten ihre Waffen niederlegen und aufgeben. Die Indianer lehnten dieses Ansinnen ab und versprachen im Gegenzug, die Siedler im Bitterroot Valley in Frieden zu lassen, wenn man sie durchlassen würde. Dies wiederum lehnte Rawn ab. Seine Freiwilligen waren jedoch besorgt um ihre Siedlungen im Tal und ließen den Offizier zum größten Teil im Stich.
Unterdessen hatten die Nez Percé einen unbewachten Bergpfad gefunden, den die Amerikaner für unpassierbar gehalten hatten. Auf ihm umgingen sie die Straßensperre am nächsten Tag und ließen Rawn und seine „Fort Fizzle“ (etwa „Fort Fehlschlag“) genannte Stellung zurück.
Im Bitterroot-Tal verhielten sich die Nez Percé, von einigen wenigen Zwischenfällen abgesehen, den Siedlern gegenüber friedlich, benötigte Versorgungsgüter kauften sie. Nachdem sie das Tal hinter sich gelassen hatten, schlugen die Nez Percé am Big Hole River in Montana ihr Lager auf. Überzeugt davon, Howard weit hinter sich gelassen zu haben, wollten die Häuptlinge ihren Stammesangehörigen ein paar Tage Ruhe gönnen. Nach dem Krieg schrieb Joseph, dass die Indianer glaubten, mit der Überquerung der Bitterroot Mountains dem Krieg entflohen zu sein, dass nun wieder Frieden einkehren würde und die Frage nach der Rückkehr in die Heimat später geregelt würde. Die Ruhe war jedoch trügerisch. Die Nez Percé hatten zwar Howard vorerst hinter sich gelassen und mit der Überquerung der Bitterroot Mountains auch Howards Befehlsbereich verlassen, denn Montana gehörte schon zum Wehrbereich Dakota, der General Alfred Howe Terry unterstand. Howards Vorgesetzte McDowell und Sherman hatten ihn jedoch angewiesen, ohne Rücksicht auf solche organisatorischen Grenzen die Verfolgung fortzuführen. Howard hatte außerdem Oberst John Gibbon im weiter nördlich gelegenen Fort Shaw telegrafisch verständigt, der daraufhin mit rund 200 Soldaten auf das Lager der Nez Percé zueilte.
Im Morgengrauen des 9. August befahl Gibbon den Angriff, und es gelang ihm, die Flüchtlinge zu überraschen. Innerhalb weniger Minuten eroberten die Soldaten einen großen Teil des Lagers, wobei nicht nur mehrere Krieger der Nez Percé, sondern auch zahlreiche Frauen, Kinder und Greise ihr Leben ließen.
Joseph und die anderen Häuptlinge konnten aber schließlich einige Krieger sammeln und mit ihnen den amerikanischen Vormarsch zum Stehen zu bringen. Gibbons Truppen erlitten hohe Verluste und zogen sich in ein Waldstück in der Nähe des Lagers zurück, von wo aus Gibbon Howard um Verstärkungen bat. Erst als diese im Verlauf des nächsten Tages eintrafen, zogen sich die Indianer langsam zurück. Der Überfall hatte die Amerikaner 29 Mann gekostet; zusätzlich waren 40 Mann verwundet, unter ihnen auch Gibbon. Zwei der Verwundeten erlagen später ihren Verletzungen. Die Nez Percé hatten 60 Tote und 90 Verwundete zu beklagen, darunter zahlreiche Frauen und Kinder.
In den folgenden Tagen setzte Howard die Verfolgung fort und blieb dicht hinter den Nez Percé, die durch das Grenzgebiet von Idaho, Montana und Wyoming zogen und dabei am 15. August am Birch Creek einen Lastenzug angriffen und fünf Männer töteten. Am 18. August überraschte eine Gruppe Krieger unter Josephs Bruder Ollokot die Soldaten mit einem Angriff auf ihr Lager am Camas Creek in Idaho und trieb ihnen ihre Maultiere davon. Howard setzte die Verfolgung dennoch energisch fort und wollte die Indianer unbedingt fassen, bevor sie das Yellowstone-Gebiet erreichten. Trotz großer Anstrengungen entkamen die Indianer aber wieder und Howard musste die Verfolgung unterbrechen, um seinen Truppen und ihren Pferden vier Tage Rast zu geben.
Doch auch die Indianer mussten einen schweren Rückschlag erleiden, denn die Absarokee weigerten sich, mit ihnen gemeinsam gegen die Amerikaner zu kämpfen. Ohne diese Unterstützung sahen die Nez Percé nun nur noch einen Ausweg, die Flucht nach Kanada.

### Der Zug nach Kanada

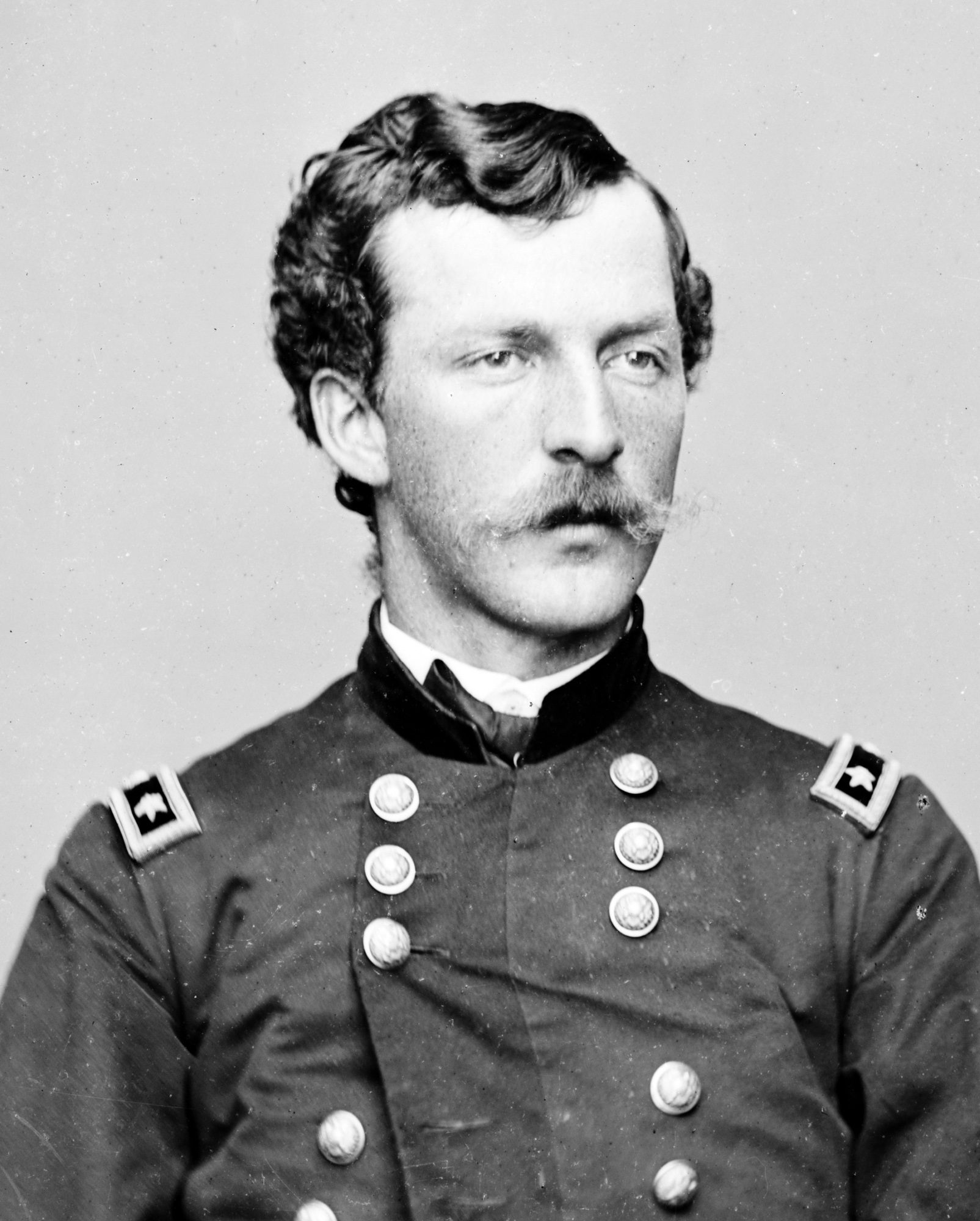
Nelson Appleton Miles,
Fotografie aus der Brady-Handy Collection

Unterdessen hatte Howard erneut einen anderen Offizier, Oberst Samuel Davis Sturgis vom 7. Kavallerieregiment, in den Weg des Stammes beordert. Sturgis erhielt Unterstützung von 150 Crow-Indianern, die wohl hofften, Pferde der Nez Percé zu erbeuten. Dass die Crow sich auf die Seite der Amerikaner stellten, war für die Nez Percé eine weitere Enttäuschung.
Sturgis sollte die Flüchtlinge, die inzwischen das Gebiet des heutigen Yellowstone-Nationalparks erreicht hatten, in der Absaroka-Bergkette aufhalten. Wie seine Vorgänger wurde auch er von den Nez Percé in die Irre geführt und umgangen. Sturgis nahm die Verfolgung auf und erreichte die Indianer an einem ausgetrockneten Flussbett, dem Canyon Creek in Ostmontana. Die Krieger der Nez Percé nahmen seine Truppen jedoch unter gezieltes Feuer, hielten sie auf und ermöglichten ihren Angehörigen den Abzug.
Die inzwischen erschöpften Indianer zogen weiter nach Norden, weiterhin verfolgt von Howards und Sturgis' Truppen. Einzelne Gruppen verließen die Hauptgruppe. Eine von ihnen gelangte in die Reservation der Assiniboine und Gros Ventres bei Fort Belknap in Montana. Bei beiden Stämmen handelte es sich um traditionelle Feinde der Nez Percé und einige der Flüchtigen wurden in der Reservation ermordet; ob die Täter zu den Assiniboine oder den Gros Ventres gehörten, ist unklar. Eine weitere Kleingruppe fiel am 3. Oktober einem Angriff von Assiniboine- und Gros-Ventre-Kriegern zum Opfer: fünf Männer wurden getötet, zwei Frauen gefangen genommen. Zu weiteren Gefangennahmen kam es durch die Crow und Gros Ventres.
Die Hauptgruppe der Flüchtigen traf unterdessen zum letzten Mal auf einen neuen Gegner, denn Howard hatte an Oberst Nelson A. Miles telegrafiert, der vom weiter östlich gelegenen Fort Keogh heranmarschierte. Howard hatte außerdem bemerkt, dass die Nez Percé sich seinem Marschtempo anpassten und rasteten, wenn er auch rastete. Um Miles die Gelegenheit zu geben, die Nez Percé abzufangen, verlangsamte er deswegen seine Verfolgung.
Ende September lagerten die Nez Percé rund 40 Meilen (etwa 64 Kilometer) vor der kanadischen Grenze in den Bearpaw Mountains. Hier trafen sie auf die von Osten heranmarschierenden Truppen. Miles griff die Indianer am 30. September an, wurde jedoch von den Kriegern, die sich hinter Brustwehren verschanzten, zurückgeschlagen.
Die Verluste auf beiden Seiten waren äußerst hoch (die Nez Percé verloren unter anderem auch Toohoolhoolzote und Josephs Bruder Ollokot), und Joseph und Miles begannen Verhandlungen.

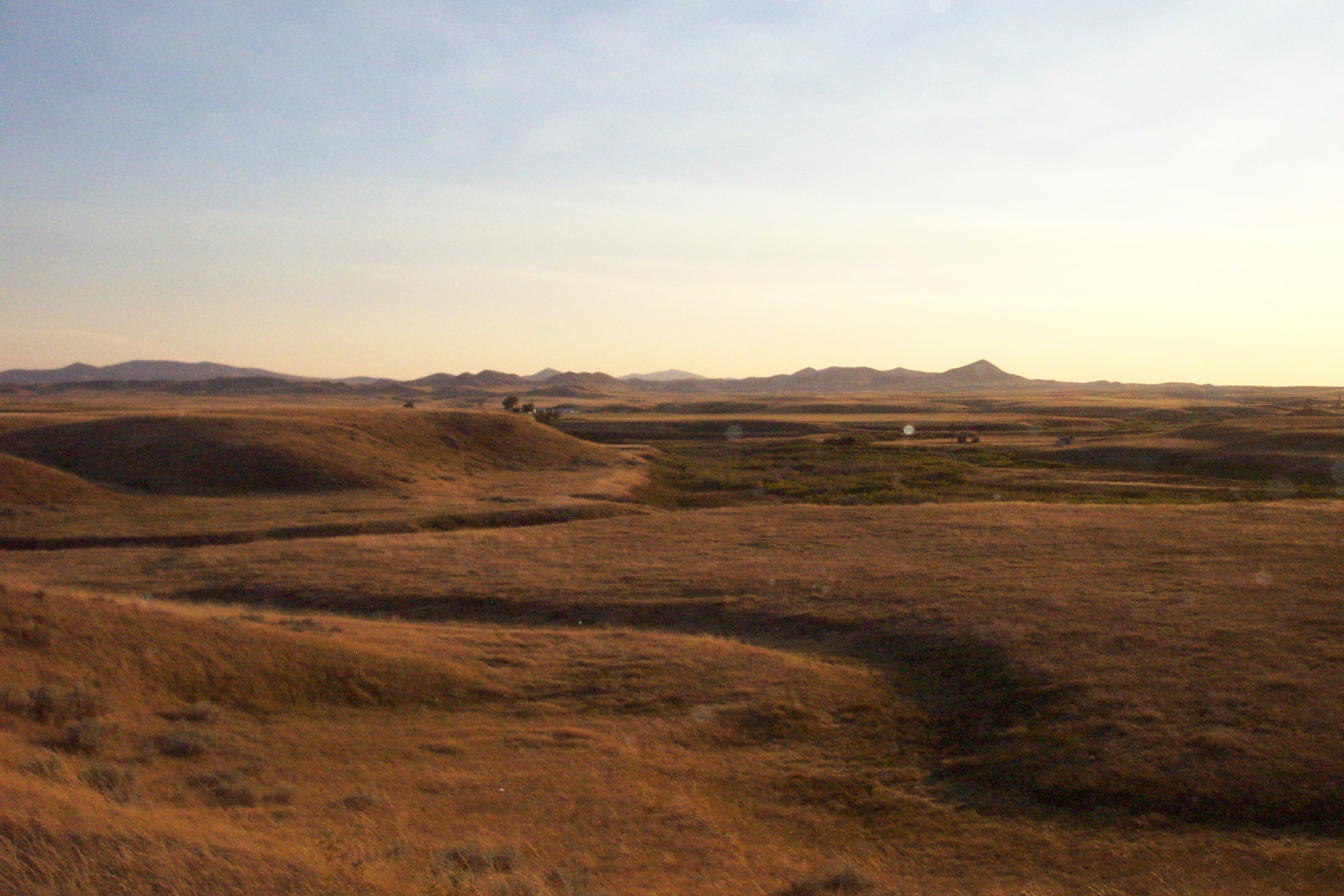
Das Bear-Paw-Schlachtfeld, auf dem der Krieg gegen die Nez Percé endete.

In der Zwischenzeit setzte eine schwere Kälte ein und Anfang Oktober erschien Howard mit seiner Streitmacht. Bei weiteren Gefechten kam auch Looking Glass ums Leben, wodurch den Nez Percé mit Joseph und White Bird nur noch zwei Häuptlinge verblieben. White Bird weigerte sich aufzugeben und entkam in der Nacht des 5. Oktober mit einer Gruppe von rund 50 Indianern nach Kanada. Auch andere, kleinere Gruppen schlugen sich durch die amerikanischen Linien nach Norden durch. Joseph hingegen war des Kämpfens müde. Am 5. Oktober gab er den Kampf auf. Durch einen Übersetzer ließ er den Amerikanern mitteilen:

“Tell General Howard I know his heart. What he told me before – I have it in my heart. I am tired of fighting. Our chiefs are killed. […] It is cold, and we have no blankets. The little children are freezing to death. My people – some of them – have run away to the hills, and have no blankets, no food. No one knows where they are – perhaps freezing to death. I want to have time to look for my children, and to see how many of them I can find; maybe I shall find them among the dead. Hear me, my chiefs; my heart is sick and sad. From where the sun now stands, I will fight no more forever.”

„Sagt General Howard, dass ich sein Herz kenne. Was er mir früher gesagt hat, habe ich in meinem Herzen. Ich bin des Kämpfens müde. Unsere Häuptlinge sind getötet. […] Es ist kalt, und wir haben keine Decken. Die kleinen Kinder erfrieren. Meine Leute – einige von ihnen – sind in die Berge geflüchtet und haben keine Decken, keine Nahrung. Niemand weiß, wo sie sind – vielleicht am Erfrieren. Ich möchte die Zeit haben, nach meinen Kindern zu suchen und zu schauen, wie viele von ihnen ich finden kann; vielleicht werde ich sie unter den Toten finden. Hört mich, meine Häuptlinge; mein Herz ist krank und traurig. Vom jetzigen Stand der Sonne an werde ich niemals wieder kämpfen.“

Diese Worte Josephs gehören seither zu den bekanntesten indianischen Ansprachen und gelten als „Klassiker indianischer Prosa“.
Anschließend bot er Howard sein Gewehr an, der ihm allerdings bedeutete, es an den danebenstehenden Oberst Miles zu übergeben.
Die Flucht der Nez Percé, die sie über rund 2.000 Kilometer und durch Teile von vier amerikanischen Bundesstaaten geführt hatte, war damit zu Ende. Auf ihrem Marsch hatten die Indianer insgesamt gegen mehr als 2000 amerikanische Soldaten gekämpft. 65 Krieger und 55 Frauen und Kinder hatten dabei ihr Leben verloren, die Verluste der Amerikaner betrugen 180 Tote und 150 Verwundete.

## Folgen

### Streit zwischen Howard und Miles
Auf Seiten der Amerikaner kam es nach der Schlacht zu einem Streit zwischen General Howard und Oberst Miles. Howard war enttäuscht von Miles’ erster Meldung an die Zeitungen, in der Howards Anwesenheit bei der Kapitulation und seine Truppen kaum erwähnt wurden. Miles war seinerseits der Meinung, dass Howards offizielle Berichte an seine Vorgesetzten die Rolle von Miles und seinen Truppen nicht genügend würdigten. Der Streit dauerte einige Monate an und zerstörte eine lange Freundschaft zwischen den beiden Männern.

### Schicksal von Josephs Nez Percé
Die Nez Percé wurden nach ihrer Kapitulation in wechselnde Reservate in Kansas gebracht. 1879 schaffte man sie ins Indianerterritorium, wo viele von ihnen starben. Im selben Jahr erschien in der Aprilausgabe der Zeitschrift North American Review ein von Joseph erzählter und von Bischof William H. Hare ins Englische übertragener Bericht über den Feldzug. Joseph machte darin klar, dass er nach wie vor der Ansicht war, dass die Unteren Nez Percé ihr Land nie verkauft hatten:

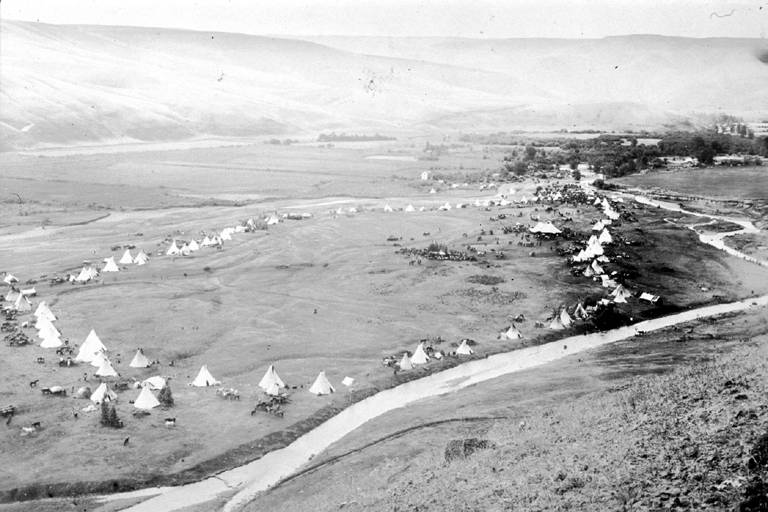
Die Lapwai-Reservation. Nur ein Teil der flüchtigen Nez Percé durfte in sie zurückkehren, Fotografie 1899

“Suppose a white man should come to me and say ‘Joseph, I like your horses, and I want to buy them’. I say to him, ‘No, my horses suit me well, I will not sell them.’ Then he goes to my neighbor, and says to him: ‘Joseph has some good horses. I want to buy them, but he refuses to sell.’ My neighbor answers, ‘Pay me the money, and I will sell you Joseph’s horses.’ The white man returns to me, and says, ‘Joseph, I have bought your horses, and you must let me have them.’ If we sold our lands to the Government, this is the way they were bought”

„Nehmen wir an, ein weißer Mann kommt zu mir und sagt ‚Joseph, deine Pferde gefallen mir und ich möchte sie kaufen.‘ Ich sage zu ihm, ‚Nein, ich mag meine Pferde, ich werde sie nicht verkaufen.‘ Dann geht er zu meinem Nachbarn und sagt zu ihm: ‚Joseph hat ein paar gute Pferde. Ich möchte sie kaufen, aber er weigert sich, zu verkaufen.‘ Mein Nachbar antwortet, ‚Bezahle mich, und ich werde dir Josephs Pferde verkaufen.‘ Der weiße Mann kommt zu mir zurück und sagt, ‚Joseph, Ich habe deine Pferde gekauft, und du musst sie mir geben.‘ Falls wir unser Land je der Regierung verkauft haben, dann ist dies die Art und Weise, wie es gekauft wurde.“

Auch seiner Liebe zu seiner Heimat, in der das Grab seines Vaters Old Joseph lag, gab Joseph Ausdruck: „Ich liebe jenes Land mehr als den ganzen Rest der Welt. Ein Mann, der das Grab seines Vaters nicht liebt, ist schlimmer als ein wildes Tier“.
Darüber hinaus schrieb er, dass Oberst Miles ihm bei den Beratungen vor der Kapitulation zugesichert habe, dass die Nez Percé nach der Aufgabe in die Lapwai-Reservation gehen dürften. Ohne dieses Versprechen, so Joseph, hätte er nie kapituliert. Auch Miles vertrat die Ansicht, eine der Bedingungen für die Kapitulation der Indianer sei gewesen, dass sie zurück in die Lapwai-Reservation dürften, und er setzte sich dafür ein, doch Howard und General Sherman lehnten eine Rückkehr der Indianer in den Wehrbereich Columbia ab. Als dies nicht fruchtete, entschuldigte er sich bei Joseph. Laut Josephs Erinnerung bat Miles um Verständnis dafür, dass er seine Befehle befolgen müsse; würde er dies nicht tun, so würde er lediglich abgesetzt und die Befehle würden durch einen anderen Offizier durchgeführt. Howard verfasste eine Gegendarstellung zu Josephs Bericht, die in der Juliausgabe 1879 des North American Review erschien. Howard zeigte sich darin dem ursprünglichen Anliegen der Indianer gegenüber aufgeschlossen:

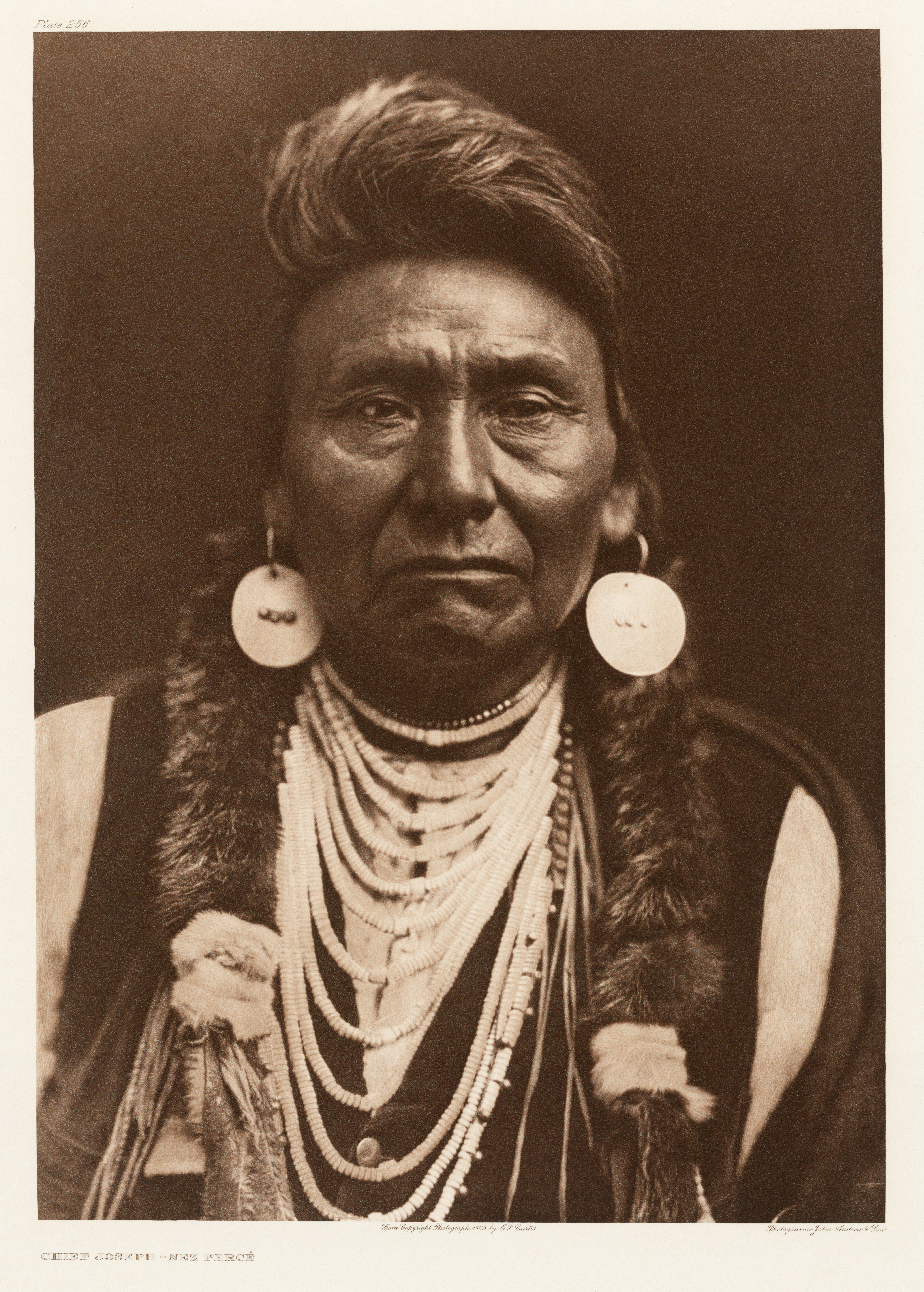
Chief Joseph (1903?),
Fotografie von Edward S. Curtis

“If I had had the power and the management entirely in my hands, I believe I could have healed that old sore, and established peace and amity with Joseph’s Indians. It could only have been done, first, by a retrocession of Wallowa (already belonging to Oregon) to the United States, and then setting that country apart for ever for the Indians […]; and, second, by the removal therefrom of every white settler, making to each a proper renumeration for his land and improvements. But this power I did not have”

„Ich glaube, dass ich, hätte ich die Befugnisse und die Führung vollständig in meinen Händen gehabt, diesen alten Schmerz hätte heilen und Frieden und Freundschaft mit Josephs Indianern hätte schaffen können. Dies hätte erstens nur durch die Rückübertragung des Wallowa (das bereits zu Oregon gehörte) an die Vereinigten Staaten geschehen können, um dieses Land dann für immer für die Indianer zu reservieren […]; und zum Zweiten durch die Entfernung jedes weißen Siedlers aus dem Gebiet, unter Bezahlung einer Entschädigung für sein Land und die von ihm getätigten Verbesserungen. Aber diese Macht hatte ich nicht“

Er wehrte sich aber gegen einige Darstellungen von Joseph und der Presse, die ihm die Schuld am Kriegsausbruch gaben. Howard schilderte darin auch, wie er als Militärbefehlshaber in die Probleme mit den Nez Percé verwickelt wurde: Zum einen gingen bei ihm Beschwerden von weißen Siedlern ein, teilweise in offizieller Form. Zum anderen forderte auch die Indianerbehörde militärische Unterstützung an, woraufhin Howard von übergeordneten Befehlsstellen entsprechende Befehle erhielt. Seine Aufgabe, so Howard, bestand darin, Kämpfe zwischen bewaffneten Siedlern und Indianern zu verhindern, die frei herumstreifenden Indianer in die für sie bereitgestellte Reservation zu bringen und den Frieden wiederherzustellen.
In Bezug auf die Kapitulationsbedingungen argumentierte Howard, dass die Flucht der Indianergruppe unter Führung von White Bird die erste von den Indianern begangene Verletzung der Bestimmungen darstelle. Darüber hinaus plädierte Howard auch hier dafür, die Nez Percé vorerst im Indianerterritorium zu belassen. Erst 1883 erlaubte man einem Teil von ihnen, zum Rest des Stammes in das Lapwai-Reservat in Idaho zurückzukehren. Joseph und anderen wurde dies jedoch nicht gewährt – sie wurden in den Bundesstaat Washington in das Colville-Reservat gebracht. Den Rest seines Lebens verbrachte Joseph damit, für die Rückkehr in seine geliebte Heimat zu kämpfen – vergeblich, denn er starb 1904 in Colville.

### Das Schicksal der nach Kanada entkommenen Nez Percé

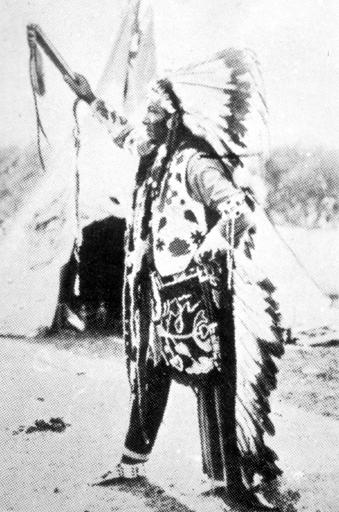
Häuptling White Bird blieb bis zu seinem Lebensende in Kanada, Fotografie aus der Collection Roy Berk

Mehrere Gruppen der Nez Percé hatten sich vor und nach Josephs Kapitulation durch die amerikanischen Linien und nach Kanada durchgeschlagen, wo sie unter Führung von Häuptling White Bird ihr Lager bei den Sioux Sitting Bulls aufschlugen. Flucht, Vertreibung und Exil in Kanada banden die zuvor verfeindeten Sioux und Nez Percé zusammen, und die Sioux versorgten die Neuankömmlinge in der ersten Zeit mit Nahrungsmitteln. Im Frühjahr 1878 versuchten einige der nach Kanada Geflohenen, wieder in die Vereinigten Staaten zurückzukehren und sich ihren Verwandten in der Lapwai-Reservation anzuschließen. Dies wurde ihnen jedoch nicht gestattet; die Männer wurden zunächst in Fort Lapwai verhaftet, später wurden die Neuankömmlinge zu Joseph ins Indianerterritorium gesandt. Ein offizieller Versuch der amerikanischen Regierung, White Bird und den Rest seiner zu diesem Zeitpunkt 120 Menschen umfassenden Flüchtlingsgruppe zur Rückkehr zu bewegen, scheiterte. Im Laufe der folgenden Jahre gab es jedoch eine stete Abwanderung von Nez Percé, die sich zurück nach ihrer Heimat sehnten. Einige wenige Familien, darunter White Bird, blieben in Kanada, selbst dann, als Sitting Bull wieder in die Vereinigten Staaten zurückgekehrt war. White Bird wurde 1892 nach einem Streit von einem anderen Stammesmitglied ermordet. Die letzte in Kanada verbliebene Nez-Percé-Frau starb 1899 an Tuberkulose.

## Rezeption

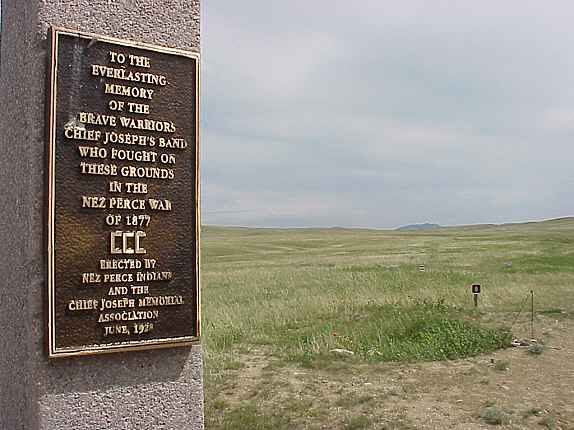
Gedenkstein auf dem Schlachtfeld in den Bearpaw-Bergen, 2003

Bereits während des Feldzuges hatte die amerikanische Öffentlichkeit die Flucht der Nez Percé aufmerksam verfolgt. Nach der Kapitulation der Nez Percé rückte insbesondere Joseph in den Vordergrund, der mit viel Einsatz um die Rückkehr seiner Stammesmitglieder in die Lapwai-Reservation kämpfte. 1879, im selben Jahr, in dem auch sein Artikel in der North American Review erschien, reiste er nach Washington und hielt eine Rede vor Ministern und Kongressabgeordneten, und 1897 ritt er neben Miles und Howard in New York bei der Parade zur Einweihung von Präsident Grants Grabmal.
Das öffentliche Interesse manifestierte sich darüber hinaus in den zahlreichen Büchern über den Feldzug, die teilweise schon kurz nach dessen Ende veröffentlicht wurden. In der Dezemberausgabe der Monatszeitschrift The Galaxy erschien bereits 1877 ein von F. L. M. verfasster Bericht über den Feldzug. 1881 erschien Howards Buch Nez Perce Joseph: An Account of His Ancestors, His Lands, His Confederates, His Enemies, His Murders, His Wars, His Pursuits and Capture, 1884 folgte sein Adjutant C. E. S. Wood mit einem Beitrag im Century Magazine, und 1889 folgte G. O. Shields’ Buch The Battle of the Big Hole. Auch in den folgenden Jahren erfolgten Publikationen, so zum Beispiel das 1940 erschienene Yellow Wolf—His own Story, in dem Lucullus Virgil McWhorter die Lebensgeschichte des 1935 verstorbenen Nez-Percé-Kriegers Yellow Wulf niedergeschrieben hatte.
Helen Hunt Jackson widmete den Nez Percé ein Kapitel ihres 1881 erschienenen Buches A Century of Dishonor und kritisierte insbesondere, dass die Nez Percé entgegen der ursprünglichen Kapitulationsbedingungen nicht in die Lapwai-Reservation zurückkehren durften: „Die Bedingungen dieser Kapitulation wurden schändlich verletzt“. Neben Helen Hunt Jackson setzte sich auch die Presbyterianische Kirche und die Indian Rights Association für die Nez Percé ein. Der Druck der Öffentlichkeit wird auch als ein Faktor gesehen, der die amerikanische Regierung schließlich dazu brachte, Joseph in die Colville-Reservation und einen Teil seiner Gruppe nach Lapwai zu bringen.
Neben den Kapitulationsbedingungen wurde auch der Vertrag von 1863 kritisch gesehen (für Josephs Ansicht siehe das Zitat im obigen Abschnitt). Die Vereinigten Staaten hatten den Nez Percé 1855 unter anderem das Wallowa-Tal garantiert und erwarben es 1863 von einer Gruppe von Häuptlingen, die es gar nicht bewohnte oder es gar „besaß“. Howards Adjutant Charles Erskine Scott Wood schrieb hierzu bereits 1884:

“But no matter how consistent their action may have seemed to them, to the Indians it was false and absurd. With them, as with all warlike, nomadic peoples, the decision of a majority is not regarded as binding the minority; this principle is unknown.”

„Aber egal wie folgerichtig ihnen [den Indianeragenten, der Autor] ihre Handlung auch erschienen sein mag, für die Indianer war sie falsch und absurd. Bei ihnen, wie bei allen kriegerischen Nomadenvölkern, wird die Entscheidung einer Mehrheit nicht als bindend für die Minderheit betrachtet; dieses Prinzip ist unbekannt.“

Eine ähnliche Kritik findet sich bereits in einem Bericht aus dem Magazin The Galaxy vom Dezember 1877. Das Magazin zitiert eine Kommission aus dem Jahr 1873, die zum Schluss gekommen war, dass, „falls die Gesetze und Gebräuche der Indianer auf irgendeine Weise respektiert werden sollen, so bindet der Vertrag von 1863 Joseph und seine Gruppe nicht“. Gleichzeitig warnte die Kommission allerdings auch, dass aus Sicherheitsgründen entweder die Indianer oder die weißen Siedler aus der umstrittenen Gegend entfernt werden müssten. Alvin M. Josephy junior kommt in seinem 1965 erschienenen The Nez Perce Indians and the Opening of the Northwest zu einem ähnlichen Ergebnis: Er sieht in dem Vertrag von 1863 einen „betrügerischen Akt“ und schreibt weiter, (Old) Joseph und den anderen nichtunterzeichnenden Gruppen außerhalb der neuen Reservation sei „im wahrsten Sinne des Wortes das Land unter ihnen wegverkauft“ worden.
Bemerkenswert ist, dass der Kampf und vor allem das Verhalten der Nez Percé im Nachhinein von vielen Amerikanern, darunter auch ihren direkten Gegnern, positiv betrachtet und beschrieben wurde. So schrieb William Tecumseh Sherman, der Feldzug gegen die Nez Percé sei „einer der außergewöhnlichsten Indianerkriege“ gewesen. Die Indianer, so Sherman weiter, „zeigten einen Mut und ein Geschick, das allgemeines Lob hervorrief. Sie verzichteten darauf, Skalpe zu nehmen; ließen gefangene Frauen frei; begingen keine wahllosen Morde an friedlichen Familien, wie sonst üblich, und kämpften mit fast wissenschaftlichem Geschick, wobei sie Gebrauch von Vor- und Nachhuten, Plänklerlinien und Feldbefestigungen machten.“. Howards Adjutant, Charles Wood, schrieb 1884 im Century Magazine: „Joseph […] kämpfte für das, was der weiße Mann, falls es mit Erfolg gekrönt ist, „Patriotismus“ nennt.“
Diese positive Betrachtungsweise zeigte sich auch in der militärischen Analyse des Feldzuges und hier insbesondere in der Art und Weise, wie Joseph von der amerikanischen Öffentlichkeit rezipiert wurde. Joseph hatte als letzter verbliebener Häuptling der Nez Percé die Flucht aufgegeben und sein Gewehr an Howard und Miles übergeben und blieb auch danach eine Art Wortführer der Flüchtigen. Aus diesem Grund konzentrierte sich die Aufmerksamkeit der Amerikaner vor allem auf ihn und man sah in ihm den alleinigen politischen und vor allem militärischen Anführer der Nez Percé. Besonders offenbar wird dies in Howards Buchtitel: „Nez Perce Joseph: an account of his ancestors, his lands, his confederates, his enemies, his murders, his war, his pursuit and capture“. Howard bescheinigte Joseph eine „bemerkenswerte Führung“ und lobte seine militärischen Fähigkeiten. Dieses Bild von Joseph verstärkte sich in der Folgezeit noch mehr, er wurde zum „Roten Napoleon“ verklärt, und Mitte des 20. Jahrhunderts gab es sogar Bewunderer, die forderten, man solle ihn posthum zum Fünf-Sterne-General des amerikanischen Heeres ernennen.
Zur selben Zeit begann allerdings auch ein Hinterfragen der Rolle Josephs. Die Analyse indianischer Aussagen und Berichte, insbesondere durch Lucullus McWhorter, zeigte, dass Joseph primär ein Anführer in Friedenszeiten gewesen war. Eine hierauf aufbauende Untersuchung von Bruce Haines aus dem Jahr 1954 bestätigte dieses Bild. Haines sah die Erfolge der Nez Percé nicht in der Genialität eines einzigen Anführers begründet. Zum einen waren mit Looking Glass, White Bird, Toohoolhoolzote, Ollokot, Rainbow und Five Wounds eine ganze Reihe von Kriegern an der Führung der Kämpfe beteiligt gewesen, zum anderen hätten auch die individuellen Krieger bei den Erfolgen eine entscheidende Rolle gespielt. Haines kam daher zum Schluss, dass Joseph nicht der wichtigste militärische Führer der Nez Percé war, eine Erkenntnis, die auch von späteren Autoren geteilt wurde.
Einen weiteren Grund für die Verklärung Josephs zum militärischen Genie sieht Haines in der Erfolglosigkeit der beteiligten Amerikaner: „Um ihre eigenen Fehler und Schwächen herunterzuspielen, neigten die Offiziere dazu, das Geschick der indianischen Anführer zu übertreiben.“ Andere Autoren bescheinigen Howard und seinen Untergebenen ein besseres Bild: So litt auch er unter Versorgungsproblemen, insbesondere, was frische Pferde anging, und er hatte an mehreren Stellen (z. B. bei Fort Fizzle) schlichtweg Pech. Es sei deswegen zweifelhaft, ob die lange Dauer des Feldzuges Howards Fehlern oder vielmehr diesen äußeren Umständen geschuldet war.

## Gedenkstätten
Die Schlachtfelder des Feldzuges sind heute, gemeinsam mit anderen historischen Stätten der Nez Percé (wie zum Beispiel Josephs Grab) Teil des Nez Perce National Historical Park, der insgesamt 38 Stätten in den Bundesstaaten Idaho, Montana, Oregon und Washington umfasst. Die Route der Nez Percé ist seit 1986 unter dem Namen Nez Perce National Historic Trail Teil des National Trails System.

## Literarische und filmische Bearbeitungen
Der Kampf der Nez Percé diente neben zahlreichen Sachbüchern auch belletristischen Autoren als Stoff und Grundlage, so zum Beispiel Werner J. Egli für seinen Roman Als die Feuer erloschen. Darüber hinaus ist der Nez-Percé-Krieg auch Gegenstand von Film-Adaptionen, wie zum Beispiel der Produktion für das amerikanische Fernsehen unter dem deutschen Titel Ich kämpfe niemals wieder. Joseph wird darin von Ned Romero verkörpert, General Howard von James Whitmore, und Sam Elliott spielt Howards Adjutanten Charles Wood.
John Steinbeck lässt in seinem Buch Die Reise mit Charley: Auf der Suche nach Amerika Charles Erskine Scott Wood, einen Augenzeugen der Ereignisse in den Bear Paw Mountains, zu Wort kommen:

“His memory of it was very clear and very sad. He said it was one of the most gallant retreats in all history. Chief Joseph and the Nez Percés with saws and children, dogs, and all their possessions, retreated under heavy fire for over a thousand miles, trying to escape to Canada. Wood said they fought every step of the way against odds until finally they were surrounded by the cavalry under General Miles and the large part of them wiped out. It was the saddest duty he had ever performed, Wood said, and he had never lost his respect for the fighting qualities of the Nez Percés. ‘If they hadn't had their families with them we could never have caught them’, he said. ‘And if we had been evenly matched in men and weapons, we couldn't have beaten them. They were men’, he said. ‘Real men.’”

„Seine Erinnerung daran war lebendig und traurig. Er sagte, es sei einer der tapfersten Rückzüge der Geschichte gewesen. Häuptling Joseph und die Nez Percés zogen sich mit ihren Squaws und Kindern, Hunden und ihrer ganzen Habe unter schwerem Beschuss über tausend Meilen weit zurück und versuchten, nach Kanada zu entkommen. Wood sagte, sie hätten jeden Schritt des Weges gegen die Übermacht gekämpft, bis sie schließlich von der Kavallerie des Generals Miles umzingelt und der größere Teil von ihnen getötet wurde. Es war die traurigste Pflicht, die er je erfüllt hatte, sagte Wood, und er hatte sich sein Leben lang die Achtung vor dem Kampfesmut der Nez Percés bewahrt. ‚Wenn sie ihre Familien nicht dabeigehabt hätten, dann hätten wir sie nie erwischt‘, sagte er. ‚Und wenn sie uns an Zahl und Waffen ebenbürtig gewesen wären, dann hätten wir sie nie geschlagen. Das waren Männer! Richtige Männer!‘“